# 2024 UQ
2024 UQ, désignation temporaire A11dc6D, est un petit astéroïde Apollon et météoroïde (~1 m) découvert par ATLAS-HKO le 22 octobre 2024.
Cet astéroïde s'est désintégré dans l'atmosphère terrestre au-dessus de l'océan Pacifique, entre la Californie et Hawaï (30,0° N, 136,0° O), le 22 octobre 2024 à 10 h 54 min 48 s UTC. Il s'agit du dixième astéroïde détecté et suivi dans l'espace avant sa chute sur Terre, le troisième de l'année 2024 et le deuxième en moins de deux mois.
Selon le CNEOS, la désintégration a eu lieu à 38,2 kilomètres d'altitude. L'énergie totale rayonnée fut de 4,5 × 1010 joules et l'énergie totale calculée de l'impact de 0,15 kt.